# Гребля Ал-Амерат
Гребля Ал-Амерат (Al Amerat) — інженерна споруда на півночі Оману.
Наприкінці 2000-х років у Омані взялись за будівництво гребель, які б захищали населення та майно від повеней, що час від часу трапляються в цій пустельній країні унаслідок дощів. Другою спорудою такого типу стала введена в дію у 2012-му гребля у Ваді-Ал-Амерат, менш ніж за десяток кілометрів на південний схід від Маскату. Ця земляна/кам'яно-накидна споруда з ядром із пластичного бетону має висоту 23 (за іншими даними — 24) метри та довжину 3,98 км. Також звели п'ять допоміжних дамб, так що загальна довжина комплексу становить 5,8 км.
За проєктом гребля може затримувати 22 млн м3 води. Пропуск води здійснюється через дві водопереливні ділянки в основній греблі та дві нижні водопропускні споруди.
Під час будівництва здійснили екскавацію 1,3 млн м3 (зокрема, для спорудження обхідного каналу довжиною 1,5 км) та відсипку 2,7 млн м3 породи. Ядро греблі потребувало 62 тис. м3 бетону, водопереливні ділянки та інші споруди — ще 55 тис. м3 бетону.